# Graphium weiskei
Graphium weiskei is een vlinder uit de familie van de pages (Papilionidae). De wetenschappelijke naam van de soort is voor het eerst geldig gepubliceerd in 1900 door Carl Ribbe.

## Verspreiding en leefgebied
Deze vlindersoort is endemisch in de hoger gelegen regenwouden van Nieuw-Guinea op een hoogte van 1200 tot 2000 meter.